# Ballestrinque

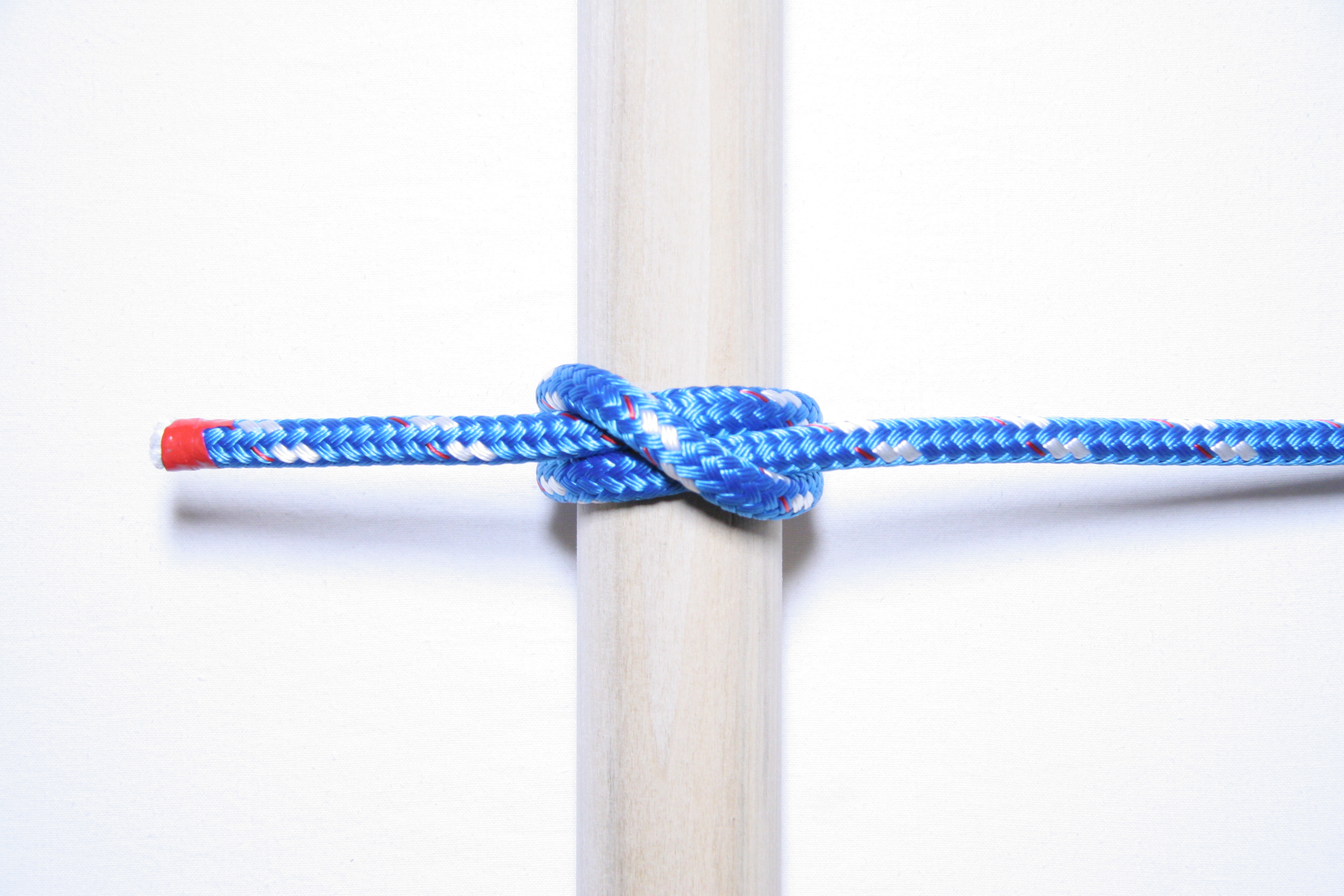
Nudo de ballestrinque

El ballestrinque es un nudo cuyo origen se encuentra en la tradición náutica. Es la base de muchos nudos.
Se utiliza para sujetar un cabo a un poste o mástil, habitualmente como amarre rápido o cuando el cabo está sometido a una tensión constante, ya que el ballestrinque puede aflojarse si cede dicha tensión. En ocasiones se lo complementa con un nudo de seguridad sobre la misma cuerda para evitar esta posibilidad.
Se usa, entre otros, para atar las defensas a los guardamancebos de las bordas de los barcos deportivos.

## Realización del ballestrinque
1. Se rodea la cuerda sobre el palo
2. Se realiza un nudo idéntico al primero alrededor del palo.
3. Se puede hacer un nudo de seguridad sobre la misma cuerda; por ejemplo, un cote.

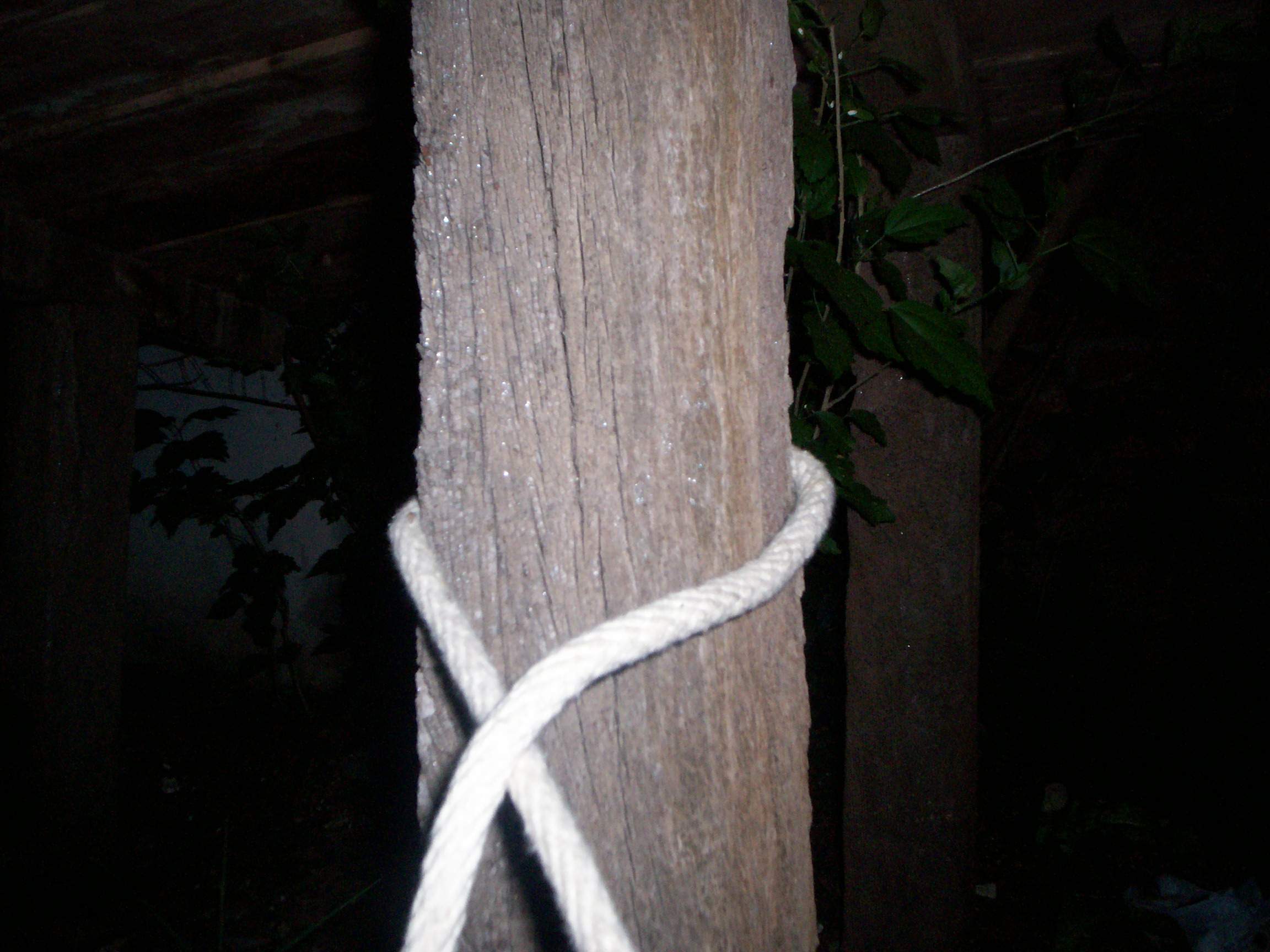
Inicio
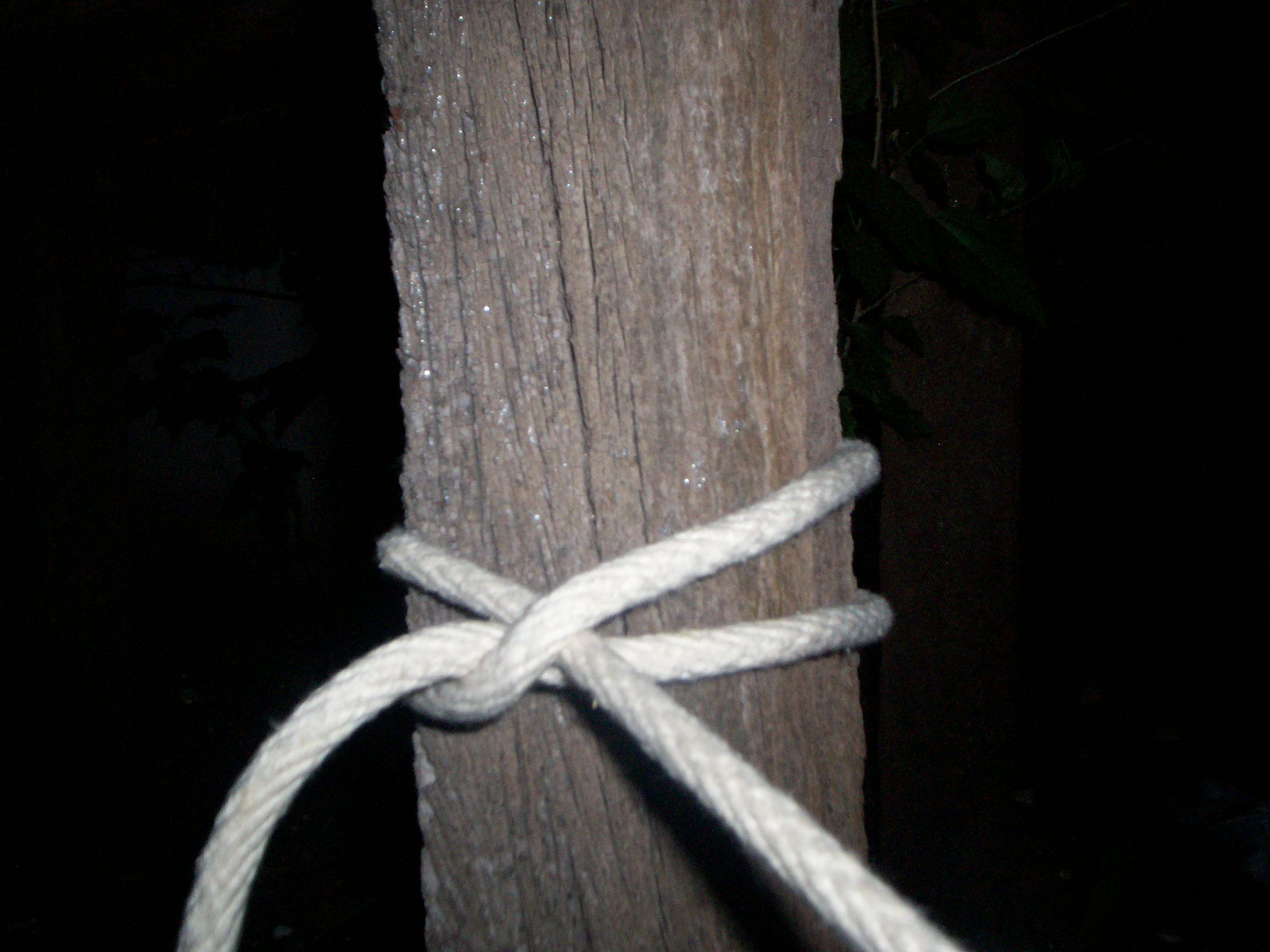
Nudo completo
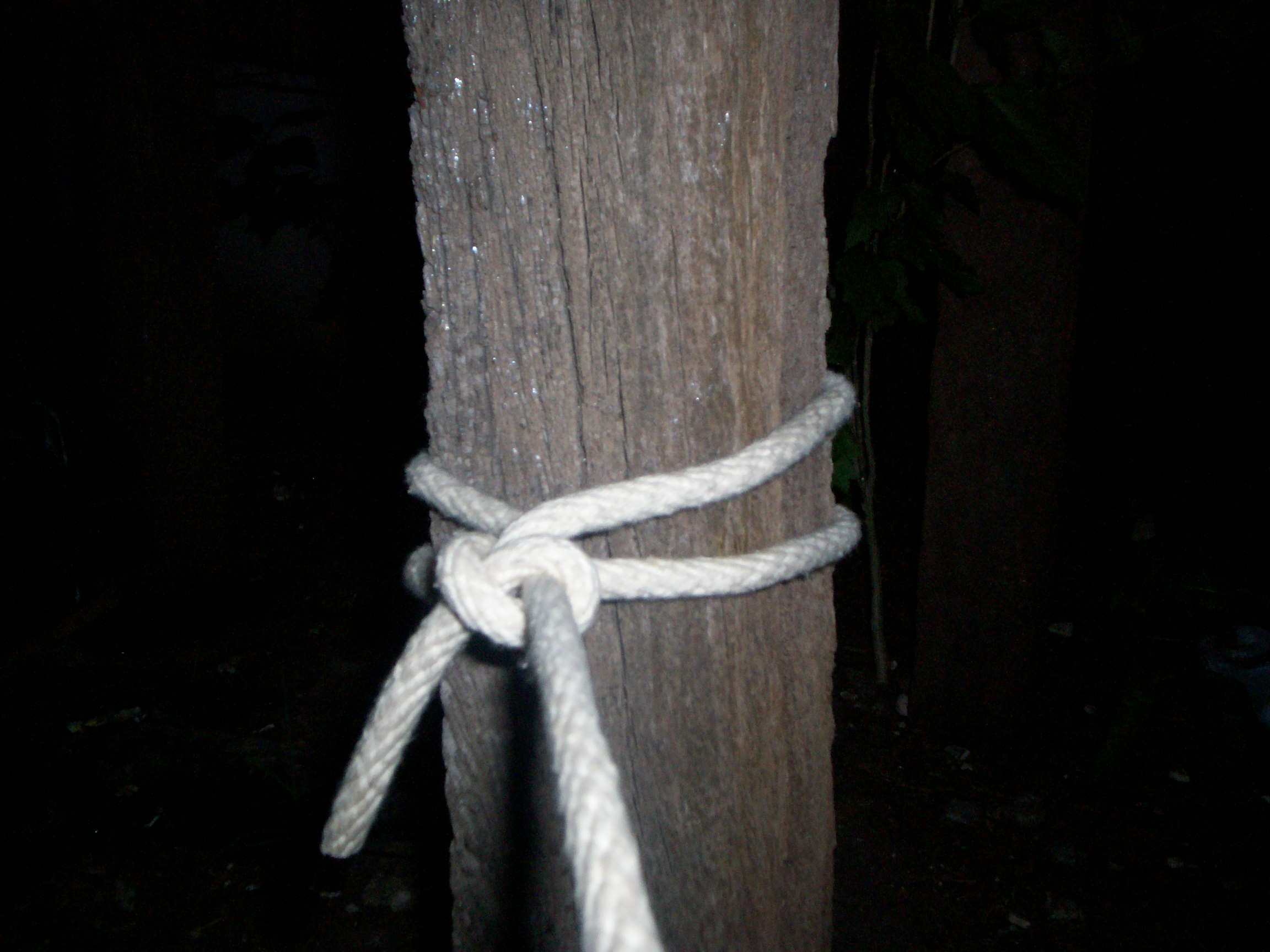
Con lazo de seguridad